# Johannes Hansen (Pfarrer)
Johannes Hansen (* 12. Februar 1930 in Stedesand; † 12. Oktober 2010 in Witten) war ein deutscher evangelischer Pfarrer der Evangelischen Kirche von Westfalen, Evangelist, Schriftsteller und Poet. Er wurde durch Evangelisationen, Jugendwochen und Vorträge bundesweit bekannt.

## Leben und Wirken
Johannes Hansen wuchs in Stedesand auf. Während seiner Handwerkslehre begegnete er dem Evangelium und ließ sich zum Missionar ausbilden. Er wirkte zunächst als Stadtmissionar und Prediger. Von 1958 bis zu seinem Ruhestand 1995 war er im Volksmissionarischen Amt der Evangelischen Kirche von Westfalen tätig (heute: Institut für Gemeindeentwicklung und missionarische Dienste); 1973 übernahm er dessen Leitung.
Hansen entwickelte neue Missionsformen wie Gebietsevangelisationen in Kirchenkreisen, Offene Abende in Dorfkneipen und Musikevangelisationen, bei denen Verkündiger und Musiker zusammenarbeiten. Zudem war er Redner bei mehreren Evangelisationsreihen auf Deutschen Evangelischen Kirchentagen.
Von 1979 bis 1997 war er Mitglied der EKD-Synode, gehörte dem Deutschen Zweig des Lausanner Komitees für Weltevangelisation und dem Vertrauensrat der Arbeitsgemeinschaft Missionarischer Dienste (AMD) an. Sein Engagement habe dazu beigetragen, dass die EKD 1999 auf ihrer Synode in Leipzig Mission zum Schwerpunkt gemacht habe. Auch im Ruhestand predigte Hansen bis 2009 im In- und Ausland, darunter im Baltikum, in Südafrika, Namibia und Indonesien und war Referent bei der Deutschen Evangelistenkonferenz.
Er liebte auch die Sprache in ihren vielen Variationen. Dazu gehörten für ihn auch die „Verdichtungen“ der Worte. Durch seine tiefgründigen geistlichen Texte zählte er im Kawohl Verlag zu den Bestsellerautoren. Die Psalm-Meditationen „Nach dem Dunkel kommt ein neuer Morgen“ konnten eine Auflage von weit über 100.000 Exemplaren erzielen. Als Autor zahlreicher Bücher und durch seine Impulse bei Rundfunk und Fernsehen wurde er geschätzt. Auf der Internetseite gott.net, die von Christen aus Landes- und Freikirchen getragen wird, publizierte er in einer wöchentlich erscheinenden Kolumne Beiträge zu Glaubensthemen. Die meisten erschienen auch in Buchausgaben. Er habe volksnah gepredigt und habe so auch dem Evangelium Fernstehende mit seiner Botschaft erreichen können, so die AMD-Leiterin, Pfarrerin Birgit Winterhoff im Nachruf.
Johannes Hansen war mit seiner Frau Margarete verheiratet und hatte mit ihr vier Kinder.

## Veröffentlichungen
- Jungsein – aber wie?, Schriftenmissions-Verlag, Gladbeck 1961.
- Anders geht es besser. Bilderbuch der Schuld (Grafik: Heinz Giebeler), Verlag Junge Gemeinde, Stuttgart 1967.
- Öfter mal in die Kirche, Schriftenmissions-Verlag, Gladbeck 1972.
- Übrigens ... Sonntag ist Gottesdienst, Schriftenmissions-Verlag, Gladbeck 1973.
- Bibellesen lernen, Evangelische Kirche von Westfalen, Bielefeld 1982.
- Noch ist der Vogel im Flug. Worte zu Gottes guter Schöpfung, Kawohl Verlag, Wesel 1989, ISBN 978-3-88087-555-5.
- Auf den Punkt gebracht. Impulse für den Glauben, Aussaat Verlag, Neukirchen-Vluyn 1993, ISBN 978-3-7615-3461-8.
- Glauben in der Zeitenwende. Laßt euch versöhnen mit Gott!, Aussaat Verlag, Neukirchen-Vluyn 1999, ISBN 978-3-7615-3599-8.
- Dein Gast auf dieser Erde. Psalmen für schöne und schwere Tage, Kawohl Verlag, Wesel 2002, ISBN 978-3-88087-560-9.
- Nach dem Dunkel kommt ein neuer Morgen: Psalm-Meditationen, Kawohl Verlag, Wesel 2003, ISBN 978-3-88087-738-2; 2020, ISBN 978-3-86338-180-6.
- Spiegel seiner Liebe, Kawohl Verlag, Wesel 2004, ISBN 978-3-88087-742-9.
- Gott ist da – ganz nah: gott.net-Kolumnen, Hänssler Verlag, Holzgerlingen 2007, ISBN 978-3-7751-4615-9.
- Ein Haus, in dem ich wohnen darf. Gedanken zu Psalm 23, Kawohl Verlag, Wesel 2007, ISBN 978-3-88087-747-4.
- Unendlich geborgen. Psalm-Meditationen für das ganze Leben (Sonderausgabe zum 40-jährigen Verlagsjubiläum), Kawohl Verlag, Wesel 2010, ISBN 978-3-88087-777-1.
- Sprich nur ein Wort : Meditationen und Gebete, Kawohl Verlag, Wesel 2011, ISBN 978-3-88087-778-8.
- Nach dem Dunkel kommt ein neuer Morgen. Psalm-Meditationen berühren die Seele, Kawohl Verlag, Wesel 2015, ISBN 978-3-86338-120-2.
- Mein kleines Halleluja. Psalmen für den Alltag, Kawohl Verlag, Wesel 2015, ISBN 978-3-86338-463-0.
- Am Ende dieses langen Tages. Meditationen & Gedichte, Kawohl Verlag, Wesel 2017, ISBN 978-3-86338-010-6
- Abenteuer Glaube. Neue Internet-Kolumnen aus gott.net, Luther-Verlag, Bielefeld 2010, ISBN 978-3-7858-0572-5.

als Mitautor
- mit Alfred Ringwald (Hrsg.): Mit Jesus, das hat Zukunft (Vorträge von J. Hansen u. H. Lamparter. Zeugnisse verschiedener Männer aus dem Berufsleben), Brunnquell-Verlag, Metzingen 1968.
- mit Christian Möller: Evangelisation und Theologie. Texte einer Begegnung, Neukirchener Verlag, Neukirchen-Vluyn 1980, ISBN 978-3-7887-0629-6.

als Herausgeber
- Friedrich Busch: Wege zum Verständnis der Offenbarung Johannes, Stuttgart 1950, neu herausgegeben unter dem Titel Die Zukunft beginnt heute, Gladbeck 1977.
- Trau dich, Christ zu sein, Schriftenmissions-Verlag, Gladbeck 1983, ISBN 978-3-7958-8885-5.